# Organizacja Bezpieczeństwa i Współpracy w Europie
Organizacja Bezpieczeństwa i Współpracy w Europie, OBWE (ang. Organization for Security and Co-operation in Europe, OSCE) – organizacja międzynarodowa uznawana za organizację regionalną w rozumieniu rozdziału VIII Karty Narodów Zjednoczonych. Jej celem jest zapobieganie powstawaniu konfliktów w Europie. Oprócz państw europejskich jej członkami są także Stany Zjednoczone, Kanada, Kazachstan, Uzbekistan, Kirgistan, Tadżykistan, Turkmenistan, Mongolia. OBWE powstała 1 stycznia 1995 w wyniku przekształcenia Konferencji Bezpieczeństwa i Współpracy w Europie w organizację.

## Konferencja Bezpieczeństwa i Współpracy w Europie
Idea zwołania Konferencji Bezpieczeństwa i Współpracy w Europie (KBWE) była nie tylko konsekwencją sytuacji politycznej Europy po II wojnie światowej, ale również próbą budowy ogólnoeuropejskiego systemu bezpieczeństwa. Proponowano wzajemne zobowiązanie się stron do nieagresji i regulowania kwestii spornych za pomocą pokojowych środków. W razie ataku na jedną ze stron układu inne państwa miały być zobowiązane do zastosowania wobec agresora przymusu. Podstawę prawną tego porozumienia miał stanowić rozdział VIII Karty Narodów Zjednoczonych o układach i organizacjach regionalnych.
Idea powstania konferencji zrodziła się w latach 60. XX wieku, kiedy stało się jasne, że dla dobra Europy należy nawiązać współpracę pomiędzy państwami należącymi do NATO i Układu Warszawskiego. Propozycja zwołania międzynarodowej konferencji bezpieczeństwa i współpracy została zgłoszona przez polskiego ministra spraw zagranicznych Adama Rapackiego 14 grudnia 1964 na XIX sesji Zgromadzenia Ogólnego ONZ. Pierwsze spotkanie przygotowawcze odbyło się w 1972 r., od następnego roku toczyły się konferencje dwu- i wielostronne.
W momencie zwołania Konferencji Bezpieczeństwa i Współpracy w Europie kwestia mniejszości narodowych została na kontynencie europejskim zauważona na nowo. Znalazło to odzwierciedlenie w Akcie Końcowym KBWE odbywającej się w Helsinkach 1 sierpnia 1975.

### Akt końcowy KBWE
Akt, zwany również Wielką Kartą Pokoju, był deklaracją dziesięciu zasad rządzących stosunkami między uczestnikami konferencji. Został przyjęty na zakończenie Konferencji Bezpieczeństwa i Współpracy w Europie w 1975 w Helsinkach i podpisany przez wiele państw europejskich i azjatyckich oraz Stany Zjednoczone i Kanadę. Nie był umową w rozumieniu prawa traktatowego – stanowił uroczystą deklarację intencji o znaczeniu politycznym i moralnym, miał wyrażać wolę współdziałania państw w podzielonej na dwa bloki ideologiczne Europie. Sformułowano następujące zasady:
- suwerenna równość
- powstrzymanie się od użycia siły lub groźby
- nienaruszalność granic
- integralność terytorialna państw
- pokojowe rozstrzyganie sporów
- nieingerencja w sprawy wewnętrzne
- poszanowanie podstawowych praw i wolności człowieka, w tym wolności myśli, sumienia, religii i przekonań
- prawo do samostanowienia i równouprawnienie narodów
- współpraca między państwami
- wykonywanie w dobrej wierze zobowiązań wynikających z prawa międzynarodowego.

W dokumencie tym podzielone pod względem ideologicznym państwa w celu umocnienia bezpieczeństwa po raz pierwszy przyjęły wspólny katalog reguł postępowania.
Akt zawierał również artykuł poświęcony mniejszościom narodowym (część IV p. 8), stanowiący, że państwa, na których terytorium występują takie mniejszości, będą respektować ich prawa, zapewnią im równość wobec prawa oraz pełną możliwość korzystania z praw człowieka i podstawowych wolności, chroniąc w ten sposób ich uzasadnione interesy w tej dziedzinie.
Akt końcowy wymienia dziedziny zainteresowania KBWE/OBWE ujęte w tzw. „koszykach”:
1. Zagadnienia bezpieczeństwa Europy (koszyk pierwszy) obejmuje w części pierwszej katalog dziesięciu równorzędnych zasad, wymienionych powyżej. Część druga stanowi dokument określający środki służące budowaniu zaufania oraz wybrane aspekty bezpieczeństwa i rozbrojenia. Państwa NATO i ówczesnego Układu Warszawskiego 19 listopada 1990 podpisały w ramach KBWE pierwszy układ o redukcji broni konwencjonalnej. Pakt ten miał międzynarodową moc obowiązującą.
2. Współpraca w zakresie gospodarki, nauki, techniki i ochrony środowiska (koszyk drugi) składa się z zaleceń współpracy w dziedzinie handlu, współpracy przemysłowej, nauki i technologii, ochrony środowiska. Znaczenie tego koszyka jest coraz większe, gdyż centrum zainteresowania obejmują problemy gospodarczej transformacji i kwestie współpracy w basenie Morza Śródziemnego.
3. Współpraca w kwestiach humanitarnych i dziedzinach pokrewnych (koszyk trzeci) obejmuje cztery podstawowe zagadnienia: kontakty międzyludzkie, informację, współpracę i wymianę w dziedzinie kultury oraz współpracę i wymianę w dziedzinie edukacji.
4. Kontynuowanie procesu Konferencji (koszyk czwarty) państwa – uczestnicy Konferencji zobowiązali się do kontynuowania współpracy organizując konferencje przeglądowe dla polepszenia bezpieczeństwa i zintensyfikowania współpracy.

Do części I włączono też dokument o środkach budowania zaufania i niektórych aspektach bezpieczeństwa i rozbrojenia. Wyrażał on wolę redukowania konfrontacji militarnej na rzecz odprężenia, rozbrojenia i bezpieczeństwa.
Część II dotyczyła współpracy w zakresie gospodarki, nauki, techniki oraz ekologii, a część III współpracy w dziedzinie humanitarnej:
- 1) kontaktów między ludźmi – poszerzenia zakresu ich swobody;
- 2) informacji – poprawy stanu jej rozpowszechniania i wymiany;
- 3) współpracy i wymiany w dziedzinie kultury oraz oświaty.

### Konferencje przeglądowe
Do roku 1989 odbyły się trzy konferencje przeglądowe:
- w Belgradzie w latach 1977–1978, bez żadnych konkretnych postanowień;
- w Madrycie w latach 1980–1983, stała się ona jedną z najdłuższych i najtrudniejszych konferencji w historii KBWE, ponieważ odbywała się w okresie radzieckiej interwencji w Afganistanie oraz podczas wprowadzenia w Polsce stanu wojennego. Dokument końcowy z tego spotkania poświęcony był głównie zagadnieniom z zakresu praw człowieka;
- trzecia konferencja odbyła się w Wiedniu w latach 1986–1989, w „nowym” klimacie politycznym, obszerny dokument końcowy rozszerzono o katalog praw człowieka, przyjęto również mechanizmy kontroli w dziedzinie ludzkiego wymiaru KBWE.

### Konferencja w Kopenhadze (1990)
Podczas spotkania w Kopenhadze w 1990 uczestniczące państwa wprowadziły do dokumentu końcowego szereg postanowień dotyczących ochrony mniejszości narodowych, gwarantując prawo do ochrony i rozwoju ich tożsamości etnicznej, kulturowej, językowej i religijnej; posługiwania się językiem narodowym; tworzenia i utrzymania własnych kulturalnych, oświatowych czy religijnych instytucji; organizacji, stowarzyszeń; wyznawania i praktykowania swojej religii; udziału w życiu publicznym. W ramach KBWE dokument ten stanowi najważniejszą deklarację określającą polityczne zasady ochrony i prawa osób należących do mniejszości.
Dokument końcowy spotkania z Kopenhagi zawiera w rozdziale IV artykuły 30-39, odnoszące się bezpośrednio do ochrony mniejszości, art. 40 zajmuje się problemami walki z dyskryminacją etniczną. W dokumencie brakuje definicji mniejszości, ale przedstawia normę, iż podmiotem ochrony są osoby należące do mniejszości narodowych, a przynależność do nich jest subiektywnym i indywidualnym odczuciem i wyborem każdego człowieka (art. 32). Osoby należące do mniejszości mają prawo do swobodnego wyrażania, zachowania i rozwijania swojej tożsamości etnicznej, kulturowej, językowej i religijnej, a także utrzymywania i rozwijania swojej kultury we wszystkich jej płaszczyznach, bez prób asymilacji wbrew ich woli. Posiadają też prawo do pełnego i skutecznego korzystania z praw człowieka i podstawowych wolności w pełnej równości wobec prawa.
W szczególności mają prawo do swobodnego posługiwania się swoim językiem w życiu prywatnym, publicznym, zakładania i utrzymania własnych organizacji i stowarzyszeń, wyznawania i praktykowania swej religii, w tym też prowadzenia oświatowej działalności religijnej w swym ojczystym języku, utrzymywania kontaktów między sobą w obrębie swego kraju, jak również kontaktów transgranicznych z obywatelami innych państw, z którymi łączą ich wspólne pochodzenie etniczne, narodowe, dziedzictwo kulturowe lub przekonania religijne. Mniejszości narodowe posiadają prawo do informacji w swym języku ojczystym i jej rozpowszechniania w obrębie kraju i prawo do uczestnictwa w międzynarodowych organizacjach pozarządowych.
Państwa są zobowiązane do ochrony tożsamości etnicznej, kulturowej, językowej, religijnej mniejszości narodowych na swym terytorium, w tym celu podejmą niezbędne działania po konsultacji z organizacjami mniejszości (art. 33). Państwa zobowiązane są do ułatwienia posługiwania się językiem ojczystym przez członków tych mniejszości, w miarę możliwości również wobec władz publicznych oraz prowadzenia działalności oświatowej w języku ojczystym (art. 34). Zapewnienie warunków ułatwiających aktywny udział w życiu publicznym, w tym także dotyczących ochrony i popierania tych mniejszości (art. 35). Dokument Spotkania Kopenhaskiego w Sprawie Ludzkiego Wymiaru KBWE wspomina w kontekście antydyskryminacji o szczególnej sytuacji Cyganów w Europie (art. 40).
Dokument ten uznawany jest za „Europejską Kartę Mniejszości”, gdyż ustanawia polityczne zasady chroniące mniejszości, wobec których został osiągnięty konsens państw-sygnatariuszy. Ustanowione w nim standardy mają charakter zobowiązań i deklaracji politycznych i jako takie nie są prawnie wiążące.

### Instytucjonalizacja KBWE
Upadek ustroju komunistycznego oraz podpisanie w Paryżu 21 listopada 1990 Karty Paryskiej zapoczątkowały nową erę we współpracy między państwami europejskimi. W Paryżu dostrzeżono potrzebę instytucjonalizacji KBWE, zarówno na płaszczyźnie politycznej, jak i instytucjonalnej. Ustalono, że konferencje przeglądowe odbywać się będą co dwa lata na poziomie przywódców państw lub rządów. Ministrowie spraw zagranicznych spotykać się będą co najmniej raz w roku jako formalna Rada. Utworzono także Komitet Starszych Urzędników, niewielki stały sekretariat w Pradze, Biuro Wolnych Wyborów w Warszawie, Centrum Zapobiegania Konfliktom w Wiedniu. Decyzję o powołaniu do życia organu parlamentarnego zrealizowano podczas spotkania parlamentarzystów państw KBWE w Madrycie w kwietniu 1991. Zinstytucjonalizowanie KBWE przekształciło tę konferencję międzynarodową w organizację o charakterze rządowym o ograniczonych kompetencjach i małym polu działania (bezradność w związku z powstałymi konfliktami w byłej ZSRR i Jugosławii).

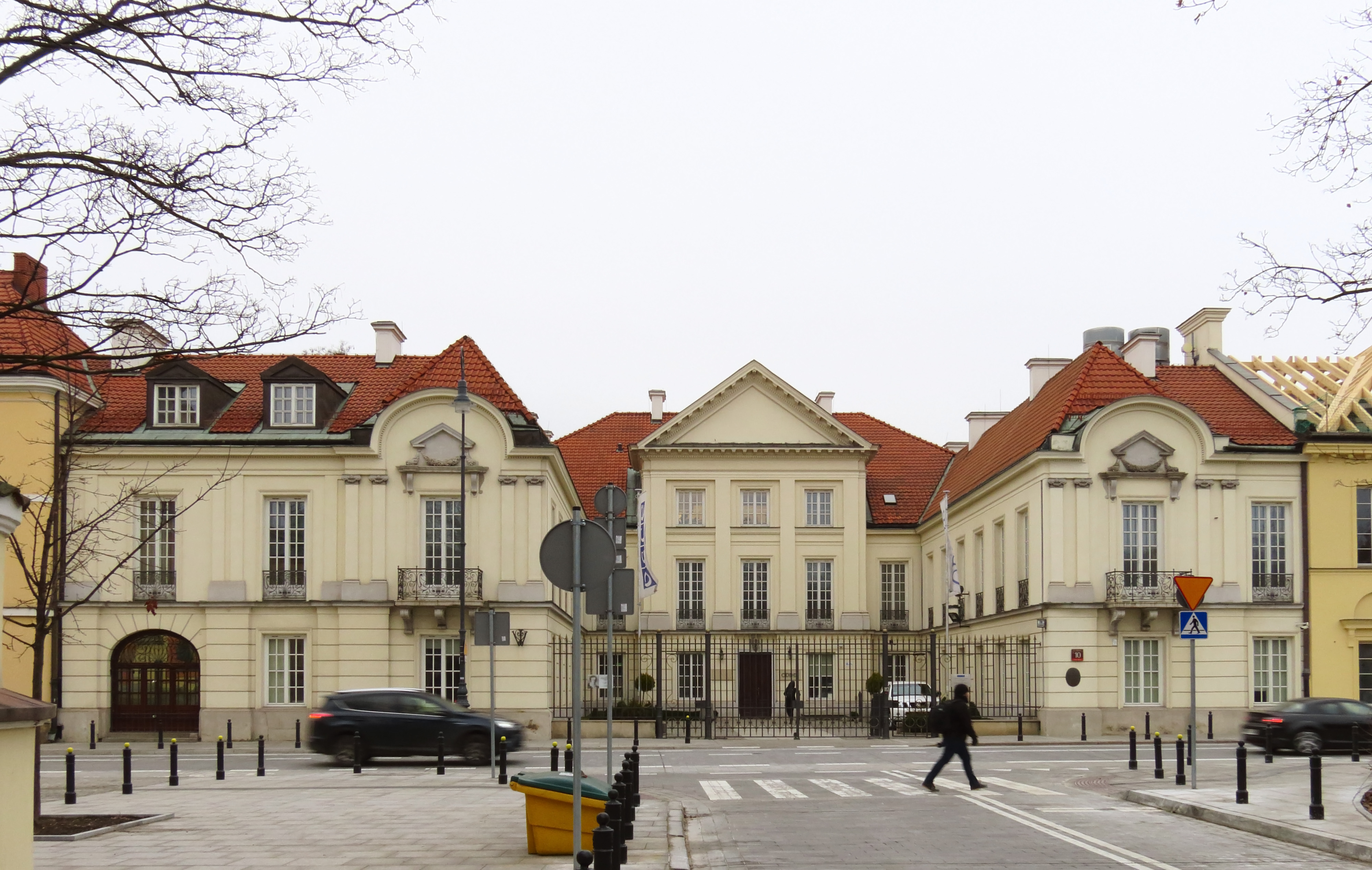
Warszawa, Biuro Instytucji Demokratycznych i Praw Człowieka

Na szczycie w Helsinkach w 1992 roku uczestnicy konferencji uznali KBWE za porozumienie regionalne, zgodne z rozdziałem VIII karty Narodów Zjednoczonych oraz zdefiniowali obszary współpracy pomiędzy KBWE, NATO, UZE i WNP w celu utrzymania międzynarodowego pokoju i bezpieczeństwa. Utworzono urząd Wysokiego Komisarza do spraw Mniejszości Narodowych. Do zadań Komisarza miało należeć zbieranie informacji i sporządzanie raportów na temat sytuacji mniejszości w różnych krajach oraz zapobieganie konfliktom narodowościowym w możliwie najwcześniejszym stadium przy pomocy zabiegów dyplomatycznych. Jego działania mają charakter poufny i bezstronny, gdyż nie jest rzecznikiem mniejszości narodowościowych, ani „funkcjonariuszem śledczym”. Ma popierać dialog, zaufanie i współpracę stron konfliktu. Oprócz przemian strukturalnych KBWE skupiała się również na aktywnej działalności, największy postęp poczyniono w „ludzkim wymiarze” KBWE, rozwinięto współpracę dotyczącą wolnych wyborów, wolności środków masowego przekazu, ochrony osób należących do mniejszości narodowych oraz instytucji demokratycznych (Warszawa: Biuro Instytucji Demokratycznych i Praw Człowieka), osiągnięto postęp w rokowaniach rozbrojeniowych oraz w budowie środków zaufania. Utworzono urząd Sekretarza Generalnego, rok później Sekretariat z siedzibą w Wiedniu. Pod koniec 1993 roku powołano w Wiedniu nowy organ konsultacji wielostronnych: Stały Komitet przekształcony później w Stałą Radę. W dokumencie wiedeńskim rozszerzono katalog praw i przyjęto mechanizmy kontroli tych praw, są to:
- „dobrowolna i obligatoryjna procedura informacji,
- prawo państw trzecich do składania zażaleń i obowiązek udzielenia odpowiedzi na te zażalenia,
- prawo do żądania negocjacji dwustronnych w sprawach ogólnych i konkretnych dotyczących ludzkiego wymiaru KBWE,
- niepoufny charakter informacji przekazywanych w ramach systemu kontroli”.

### Traktaty rozbrojeniowe
Uwieńczeniem drugiej rundy odbywających się pod auspicjami KBWE wiedeńskich negocjacji rozbrojeniowych było podpisanie 19 listopada 1990 w Paryżu traktatu o konwencjonalnych siłach zbrojnych w Europie. Wprowadził on limity uzbrojenia na europejskim terytorium państw NATO i Układu Warszawskiego.
24 marca 1992 r. w Helsinkach podpisano Traktat o otwartych przestworzach.

## Powstanie OBWE
Na konferencji przeglądowej w Budapeszcie w 1994 szefowie państw i rządów podjęli decyzje o utworzeniu OBWE. W dokumencie ze spotkania budapeszteńskiego czytamy: „...KBWE jest strukturą bezpieczeństwa obejmującą państwa od Vancouver aż po Władywostok. Jesteśmy zdecydowani dać KBWE nowy impuls polityczny, czyniąc ją tym samym zdolną do odegrania kluczowej roli w stawianiu czoła wyzwaniom dwudziestego pierwszego wieku. Dla odzwierciedlenia tej determinacji KBWE nosić będzie od dnia dzisiejszego nazwę Organizacji Bezpieczeństwa i Współpracy w Europie (OBWE)...”.
Współpraca w ramach OBWE opiera się na dwóch zasadach, równości państw i konsensu przy podejmowaniu decyzji dotyczących dwóch kluczowych koncepcji:
- koncepcji kooperatywnego bezpieczeństwa (co-operative security), stawiającej sobie za cel wzajemne współdziałanie we wspierających się strukturach bezpieczeństwa;
- koncepcji niepodzielnego i wszechstronnego bezpieczeństwa (indivisible and comprehensive security), obejmującej aspekty polityczno-wojskowe, gospodarcze i prawa człowieka.

W ramach KBWE/OBWE ochrona mniejszości narodowych stała się, po raz pierwszy po II wojnie światowej, przedmiotem współpracy międzynarodowej, a nie polemik politycznych. Dzięki postanowieniom Dokumentu Kopenhaskiego określiła standard ochrony praw członków mniejszości narodowych i etnicznych w Europie. Dzisiejsza OBWE jest najliczniejszą organizacją regionalną na świecie (57 państw). Oprócz państw europejskich należą do niej również USA, Kanada oraz państwa azjatyckie powstałe po rozpadzie Związku Radzieckiego, współpracuje z krajami basenu Morza Śródziemnego (Algieria, Egipt, Izrael, Jordania, Maroko i Tunezja), Japonią i Koreą Południową.
Polska również jest aktywną stroną OBWE. Warszawa jest siedzibą powołanego w 1992 Biura Instytucji Demokratycznych i Praw Człowieka OBWE (ODIHR). Sprawuje ono kontrolę nad przestrzeganiem praw człowieka, w tym także praw mniejszości narodowych oraz zasad demokracji na terenie państw członkowskich. Biuro współpracuje ściśle z Wysokim Komisarzem OBWE do spraw Mniejszości Narodowych. Przy biurze powstał punkt dla rozwoju kontaktów pomiędzy różnymi organizacjami romskimi w Europie.

## Państwa przewodniczące OBWE
Przez rok funkcję przewodniczącego OBWE pełnią ministrowie spraw zagranicznych kolejnego państwa członkowskiego, którego wspiera sekretarz generalny wybrany na 3-letnią kadencję – sprawujący nadzór nad instytucjami organizacji i kieruje pracą sekretariatu OBWE w Wiedniu
- 1991 – Hans-Dietrich Genscher (Niemcy)
- 1992 – Jiří Dienstbier (do 2 lipca) 
 – Jozef Moravčík (od 2 lipca) (Czechosłowacja)
- 1993 – Margaretha af Ugglas (Szwecja)
- 1994 – Beniamino Andreatta (do 11 maja) 
 –  Antonio Martino (od 12 maja) (Włochy)
- 1995 – László Kovács (Węgry)
- 1996 – Flavio Cotti (Szwajcaria)
- 1997 – Niels Helveg Petersen (Dania)
- 1998 – Bronisław Geremek (Polska)
- 1999 – Knut Vollebæk (Norwegia)
- 2000 – Wolfgang Schüssel (do 4 lutego) 
 – Benita Ferrero-Waldner (od 5 lutego) (Austria)
- 2001 – Mircea Geoană (Rumunia)
- 2002 – Jaime Gama (do 6 kwietnia) 
 – António Martins da Cruz (od 7 kwietnia) (Portugalia)
- 2003 – Jaap de Hoop Scheffer (do 3 grudnia) 
 – Ben Bot (od 4 grudnia) (Holandia)
- 2004 – Sołomon Pasi (Bułgaria)
- 2005 – Dimitrij Rupel (Słowenia)
- 2006 – Karel De Gucht (Belgia)
- 2007 – Miguel Ángel Moratinos (Hiszpania)
- 2008 – Ilkka Kanerva (do 4 kwietnia) 
 – Alexander Stubb (od 5 kwietnia) (Finlandia)
- 2009 – Dora Bakojani (do 5 października) 
 – Jorgos Papandreu (od 6 października) (Grecja)
- 2010 – Kanat Saudabajew (Kazachstan)
- 2011 – Audronius Ažubalis (Litwa)
- 2012 – Eamon Gilmore (Irlandia)
- 2013 – Łeonid Kożara (Ukraina)
- 2014 – Didier Burkhalter (Szwajcaria)
- 2015 – Ivica Dačić (Serbia)
- 2016 – Frank-Walter Steinmeier (Niemcy)
- 2017 – Sebastian Kurz (do 18 grudnia) 
 – Karin Kneissl (od 18 grudnia) (Austria)
- 2018 – Angelino Alfano (do 1 czerwca) 
 – Enzo Moavero Milanesi (od 1 czerwca) (Włochy)
- 2019 – Miroslav Lajčák (Słowacja)
- 2020 – Edi Rama (Albania)
- 2021 – Ann Linde (Szwecja)
- 2022 – Zbigniew Rau (Polska)
- 2023 – Bujar Osmani (Macedonia Północna)
- 2024 – Ian Borg (Malta)
- 2025 – Elina Valtonen (Finlandia)

## Sekretarze generalni OBWE
- Wilhelm Höynck(inne języki) (Niemcy, 1993–1996)
- Giancarlo Aragona(inne języki) (Włochy, 1996–1999)
- Ján Kubiš (Słowacja, 1999–2005)
- Marc Perrin de Brichambaut (Francja, 2005–2011)
- Lamberto Zannier (Włochy, 2011–2017)[9]
- Thomas Greminger (Szwajcaria, 2017-2020)
- Helga Schmid (Niemcy, 2020–)

## Struktura instytucjonalna OBWE
- Organy o charakterze politycznym[4]:
  - Spotkania Szefów Państw i Rządów (tzw. szczyty) – spotkania odbywające się co dwa lata, których celem jest ustalenie zasadniczych kierunków działań Organizacji;
  - Konferencje Przeglądowe – ich zadaniem jest dokonywanie przeglądów przyjętych już aktów prawnych i ocena ich realizacji. Ponadto opracowują nowe dokumenty, które przyjmowane są na Spotkaniach Szefów Państw i Rządów. Konferencje organizowane są co dwa lata;
  - Rada Ministerialna (d. Rada KBWE) – główne forum konsultacji politycznych. Stanowi także naczelny organ decyzyjny i odpowiada za przygotowanie Spotkań Szefów Państw i Rządów. Zbiera się przynajmniej raz do roku na szczeblu ministrów spraw zagranicznych państw członkowskich;
  - Wysoka Rada (d. Komitet Wysokich Przedstawicieli) – organ zarządzający. Spotyka się przynajmniej dwa razy w roku na szczeblu dyrektorów politycznych ministerstw spraw zagranicznych. Określa kierunki działań politycznych Organizacji oraz podejmuje decyzje w tym zakresie. Koordynuje także współpracę gospodarczą państw – raz w roku funkcjonuje jako Forum Gospodarcze. Znaczenie tego organu spadło wraz z utworzeniem Stałego Komitetu;
  - Stała Rada (d. Stały Komitet) – koordynuje prace organizacji między poszczególnymi sesjami Wysokiej Rady. Podejmuje również decyzje związane z bieżącą działalnością OBWE. Organ tworzony jest przez przedstawicieli państw przy Organizacji;
  - Urzędujący Przewodniczący – koordynuje działania Organizacji. Funkcję tę sprawuje rotacyjnie przez jeden rok minister spraw zagranicznych z danego kraju członkowskiego. Wraz ze swym poprzednikiem i następcą tworzy tzw. Trójkę;
- organy o charakterze administracyjnym[4]:
  - Sekretariat – pełni funkcje usługowo-techniczne. Jego siedzibą jest Wiedeń. Podlega mu Centrum Zapobiegania Konfliktom (jako departament Sekretariatu). Filia Sekretariatu mieści się w Pradze – znajduje się tam archiwum OBWE;
  - Sekretarz Generalny – najwyższy urzędnik struktur Organizacji. Nadzoruje i organizuje ich pracę. Podlega zwierzchnictwu Urzędującego Przewodniczącego;
  - Biuro Instytucji Demokratycznych i Praw Człowieka (d. Biuro Wolnych Wyborów; ODIHR) – instytucja odpowiedzialna za działania w zakresie wymiaru ludzkiego OBWE (prawa człowieka, praworządność, demokratyzacja, obserwacja wyborów, tolerancja i nie-dyskryminacja). Siedzibą Biura jest Warszawa. Biuro odpowiada za kontakt m.in. z Radą Europy i organizacjami pozarządowymi
- inne organy[4]:
  - Wysoki Komisarz OBWE ds. Mniejszości Narodowych – odpowiada za wczesne ostrzeganie i wczesne reagowanie w związku z potencjalnymi konfliktami o charakterze etnicznym na obszarze Europy. Zastrzeżenia może zgłaszać Wysokiej Radzie. Powoływany jest na trzyletnią kadencję przez Radę Ministerialną;
  - Przedstawiciel ds. Wolności Mediów – zajmuje się kontrolą w zakresie wolności środków masowego przekazu;
  - Forum ds. Współpracy w Dziedzinie Bezpieczeństwa – organ autonomiczny zajmujący się sprawami rozbrojenia i zapobiegania konfliktom oraz CSBM;
  - Zgromadzenie Parlamentarne OBWE – tworzone przez parlamentarzystów państw członkowskich, zbiera się raz do roku. Omawia sprawy dotyczące funkcjonowania i realizacji zasadniczych celów Organizacji;
  - Trybunał OBWE ds. Koncyliacji i Arbitrażu – trybunał powołany na mocy Konwencji o arbitrażu i koncyliacji z 1992, pozostający de facto instytucją martwą.

## Państwa członkowskie
- Albania
- Andora
- Armenia
- Austria
- Azerbejdżan
- Białoruś
- Belgia
- Bośnia i Hercegowina
- Bułgaria
- Chorwacja
- Cypr
- Czechy
- Czarnogóra
- Dania
- Estonia
- Finlandia
- Francja
- Gruzja
- Grecja
- Holandia
- Hiszpania
- Irlandia
- Islandia
- Kanada
- Kazachstan
- Kirgistan
- Liechtenstein
- Litwa
- Luksemburg
- Łotwa
- Macedonia Północna
- Malta
- Mołdawia
- Monako
- Mongolia
- Niemcy
- Norwegia
- Polska
- Portugalia
- Rosja
- Rumunia
- San Marino
- Serbia
- Słowacja
- Słowenia
- Stany Zjednoczone
- Szwajcaria
- Szwecja
- Tadżykistan
- Turcja
- Turkmenistan
- Ukraina
- Uzbekistan
- Watykan
- Węgry
- Wielka Brytania
- Włochy

### Państwa współpracujące
- Algieria
- Australia
- Egipt
- Izrael
- Japonia
- Jordania
- Korea Południowa
- Maroko
- Tajlandia
- Tunezja

## Krytyka
Zdaniem polskiej badaczki Agnieszki Florczak, z uwagi na fakt stopniowego rozwoju instytucjonalnego OBWE struktura obecna (w 2003 r.) budziła zastrzeżenia. Miało to być powodowane przede wszystkim przez uważany za nieczytelny podział kompetencji pomiędzy poszczególnymi organami. Badaczka zauważała jednak, że z drugiej strony OBWE nie jest organizacją zbiurokratyzowaną – jej organy zatrudniają łącznie ok. 110 osób.